# Argentoliveingite
L'argentoliveingite (simbolo IMA: Aliv) è un minerale del gruppo della sartorite appartenente alla famiglia minerale dei "solfuri e solfosali" con composizione chimica Ag3+xPb36-2xAs51+xS112 (0 < x < 0,5).
Il minerale è caratterizzato da un parametro di cella unitaria {\displaystyle c} molto elevato (ben 137,96(4) Å).

## Etimologia e storia
L'argentoliveingite prende il nome per via della presenza dell'argento e per la sua relazione con la liveingite.

## Classificazione
Essendo stata riconosciuta dall'Associazione Mineralogica Internazionale (IMA) come specie minerale a sé nel 2016, l'argentoliveingite non è presente nella nona edizione della sistematica dei minerali di Strunz, che è stata aggiornata dall'IMA fino al 2009.
Il minerale è elencato nell'edizione successiva, proseguita dal database "mindat.org" e chiamata Classificazione Strunz-mindat, dove l'argentoliveingite è elencata nella classe "2. Solfuri e solfosali (solfuri, seleniuri, tellururi; arseniuri, antimoniuri, bismuturi; solfoarseniuri, solfoantimonuri, solfobismuturi, ecc.)" e nella sottoclasse "2.H Solfosali di archetipo SnS"; questa viene ulteriormente suddivisa in base alla presenza di certi metalli nel composto, in modo da trovare l'argentoliveingite nella sezione "2.HC Con solo Pb", dove il minerale insieme alla liveingite forma il sistema nº 2.HC.05c.
Nella Sistematica dei lapis (Lapis-Systematik) di Stefan Weiß, l'argentoliveingite è elencata nella sezione dei "solfuri e solfosali (solfuri, seleniuri, tellururi; arseniuri, antimoniuri, bismuturi)" e nella sottosezione dei "solfosali (S : As,Sb,Bi = x)"; qui può essere trovata nella sezione dei "solfosali di piombo con As/Sb (x= 2,3 - 1,8)" dove forma il sistema nº II/E.25 insieme a barikaite, carducciite, decatriasartorite, endecasartorite, enneasartorite, eptasartorite, guettardite, hyršlite, incomsartorite, liveingite, marumoite, polloneite, rathite, sartorite, e twinnite.

## Abito cristallino
L'argentoliveingite cristallizza nel sistema triclino nel gruppo spaziale P1 (gruppo nº 2) con i parametri reticolari a = 7,905(2) Å, b = 8,469(2) Å, c = 137,96(4) Å, α = 89,592(2)°, β = 88,969(2)° e γ = 89,893(2)°, oltre ad avere 2 unità di formula per cella unitaria.

## Origine e giacitura
L'argentoliveingite è stata trovata in un deposito stratificato di tallio, piombo, argento e rame contenenti solfosali nella meta-dolomia; qui è in paragenesi con baumhauerite, argentobaumhauerite, endecasartorite, liveingite, rathite e dufrénoysite.
L'argentoliveingite è un minerale molto raro ed è stato rinvenuto solo nella sua località tipo, la cava "Lengenbach" (46.365°N 8.22111°E), situata nella valle di Binn nel Canton Vallese (Svizzera).

## Forma in cui si presenta in natura
L'argentoliveingite si forma come parte di un aggregato allungato, grossolanamente cristallino, massiccio, che si trasforma in cristalli prismatici, subparalleli con forme complesse. Il minerale possiede lucentezza metallica e ha colore grigio scuro; il suo striscio è nero.